# Triaenodes rufescens
Triaenodes rufescens är en nattsländeart som beskrevs av Martynov 1935. Triaenodes rufescens ingår i släktet Triaenodes och familjen långhornssländor. Inga underarter finns listade i Catalogue of Life.